# Yorkville (Tennessee)
Yorkville is een plaats (city) in de Amerikaanse staat Tennessee, en valt bestuurlijk gezien onder Gibson County.

## Demografie
Bij de volkstelling in 2000 werd het aantal inwoners vastgesteld op 293.
In 2006 is het aantal inwoners door het United States Census Bureau geschat op 289, een daling van 4 (-1,4%).

## Geografie
Volgens het United States Census Bureau beslaat de plaats een oppervlakte van
3,7 km², geheel bestaande uit land. Yorkville ligt op ongeveer 88 m boven zeeniveau.

## Plaatsen in de nabije omgeving
De onderstaande figuur toont nabijgelegen plaatsen in een straal van 16 km rond Yorkville.